# John S. Marr

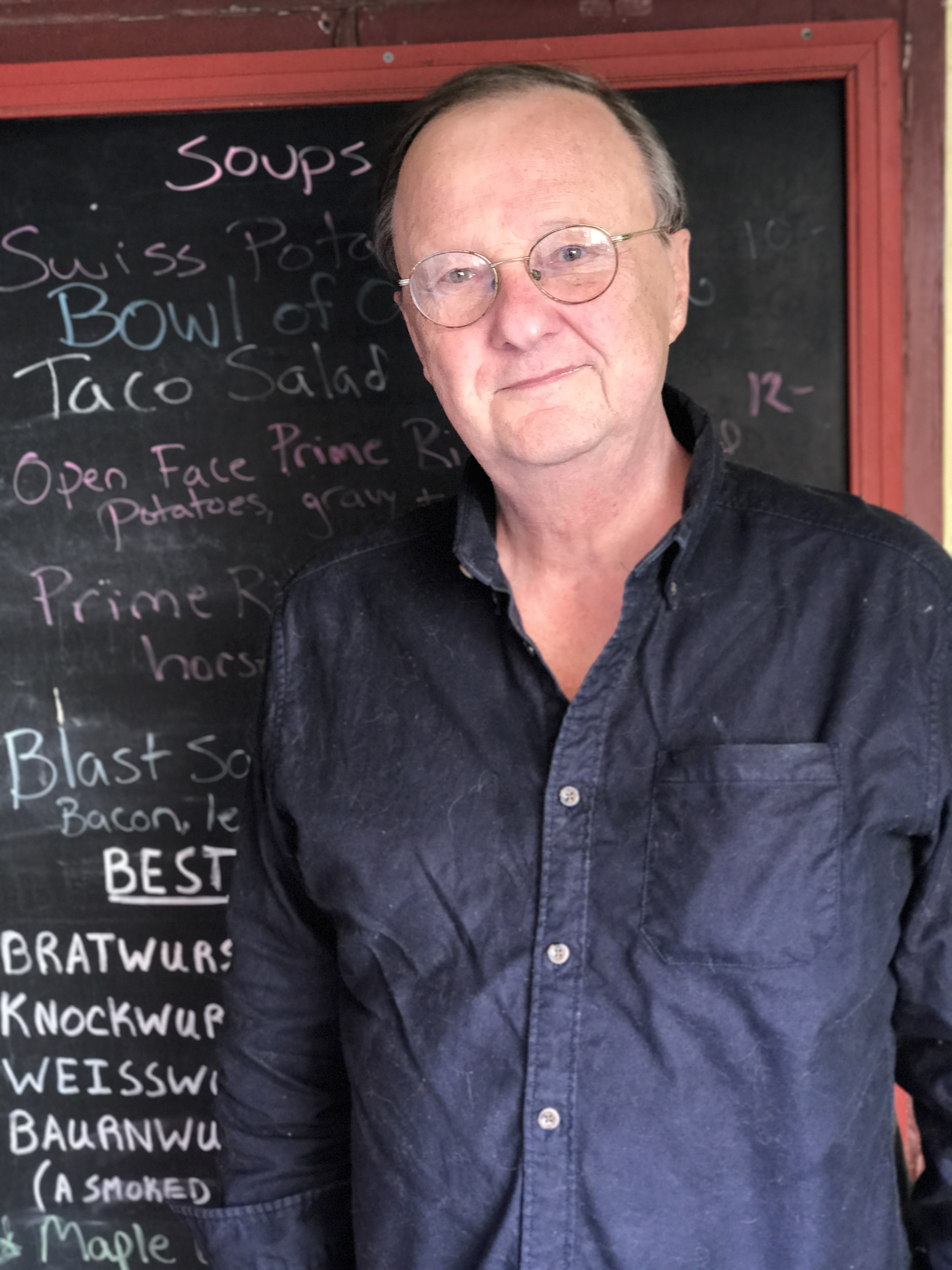
John S. Marr

John S. Marr (* 22. Februar 1940 in New York) ist ein US-amerikanischer Mediziner und Schriftsteller.

## Leben
Marr studierte Medizin und sammelte Erfahrungen auf dem Gebiet der Seuchenforschung. Er war viele Jahre Direktor und erster Epidemiologe am Gesundheitsamt der Stadt New York. Er schrieb mehr als 50 medizinische Forschungsbeiträge und war Mitbegründer der Seuchen- und Plageninformationsseite plaguescape.com. Als Schriftsteller hat John S. Marr zwei Thriller verfasst, in denen er seine Leser an seinem umfangreichen Hintergrundwissen teilhaben lässt.
Heute lebt Marr mit seiner Familie in Connecticut.

## Werke
- Die elfte Plage (1998), Originaltitel: The Eleventh Plague. The worst is yet to come …, Verlag: Econ später Lübbe, Co-Autor: John Baldwin
- Die achte Posaune (2002), Originaltitel: Wormwood, Verlag: Lübbe